# بیرانشهر

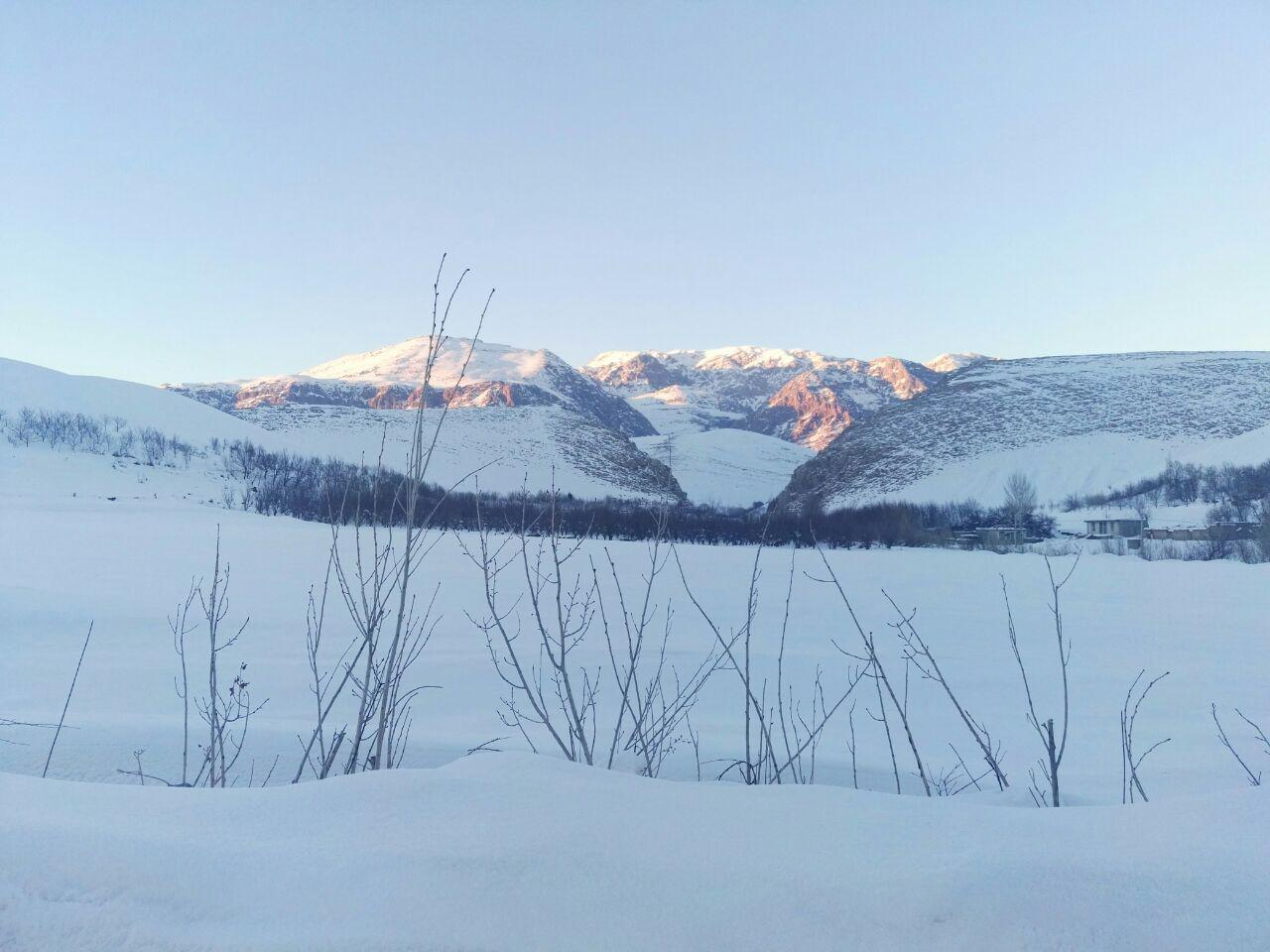
بیران شهر کبوده حسن آباد نمایی از قله ولاش و طبیعت زمستانی

بیرانشهر یکی از شهرهای استان لرستان است. این شهر مرکز بخش بیرانوند از توابع شهرستان خرم‌آباد است.

## مردم

### طوایف
مردم این شهر عمدتاً از ایل بیرانوند هستند.

### گویش
مردم این بخش به گویش لری و لهجه لکی  سخن می‌گویند.

## جغرافیا و آب‌وهوا

### موقعیت
این بخش در دره‌های تنگ از رشته کوه‌های زاگرس قرار دارد و جاده‌ای آن را از جنوب به خرم‌آباد و از شمال به بروجرد وصل می‌کند. بیرانشهر آب و هوایی کوهستانی با زمستان‌های سرد و برفی و تابستان‌های معتدل دارد. شغل مردمانش بیشتر کشاورزی و دامپروری است. جمعیت بیران‌شهر بنا بر سرشماری سال ۱۳۹۰ خورشیدی ۱٬۴۰۹ نفر بوده‌است. رودخانه هُرو که آن را به دو بخش تقسیم کرده‌است. این شهر در دامنه کوهی کوچک به نام کمرزرد قرار دارد و در سال‌های اخیر به سمت جنوب و دامنه کوه «کلاته پلنگ» کشیده شده‌است.

## مناطق تاریخی و سیاحتی

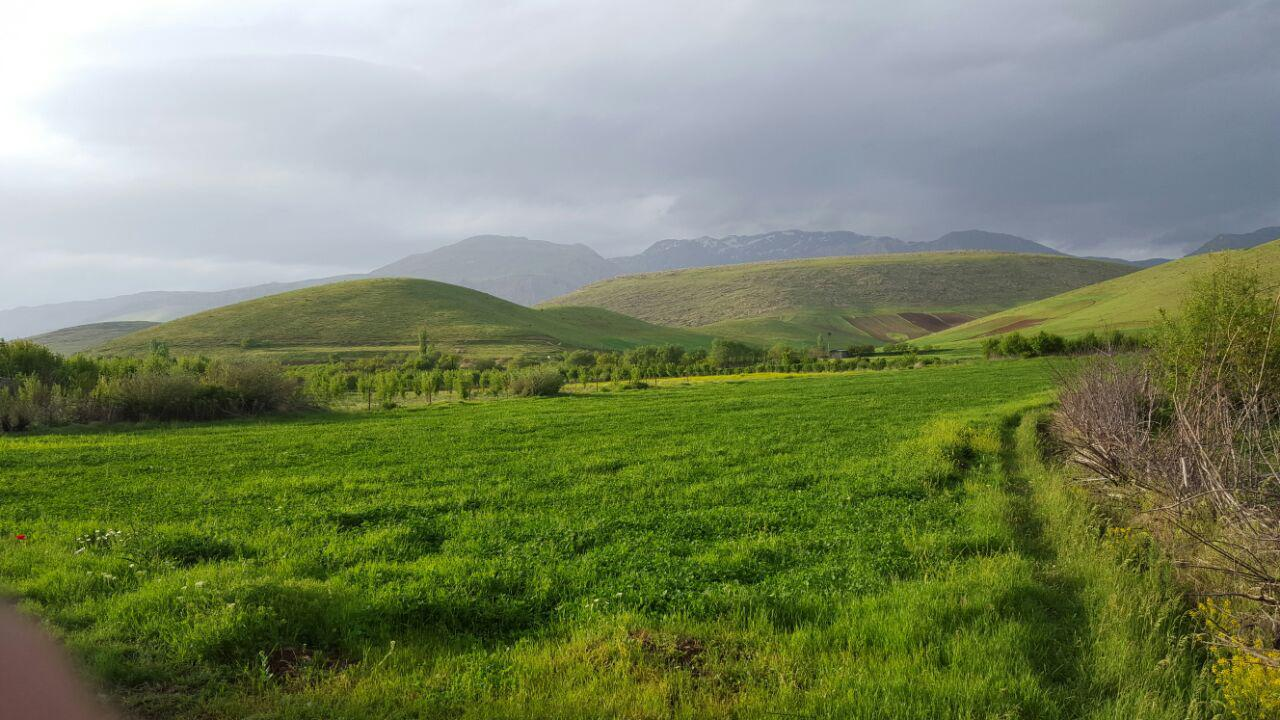
طبیعت بهاری بیران شهر .. روبرو قله ولاش

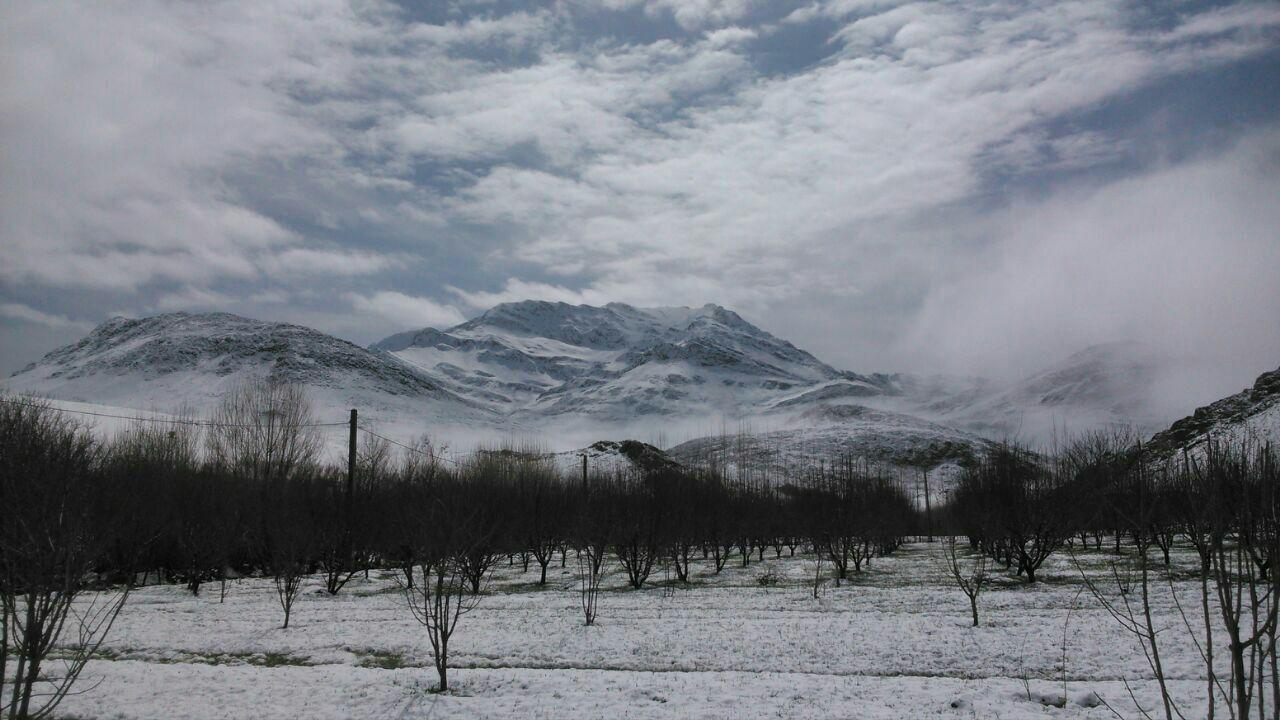
طبیعت زمستانی کوه شیشه گردکانه

مناطق تفریحی و گردشگری دیگری چون آبسرده، گردکانه، گل زرد و سراب‌های الیاس، بیدهل، بی‌مصرف، پیرماهی، نرم …
همچنین آثار فرهنگی و تاریخی دیگری چون قلعه رحیم، منصور، کاسیان، قنبر، علی بخش و تپه‌های باستانی و تاریخی متعددی از جمله سوسن، شیرخان، کرنوکر و گجی می‌باشند.

### رودخانه
رودخانه هُرو آن را به دو بخش تقسیم کرده‌است.

## تغییر نام
نام بیرانشهر در گذشته چغلوندی بود.
در دی ماه ۱۳۹۰ با تصویب هیئت وزیران، نام شهر چغلوندی به بیرانشهر و نام بخش چغلوندی به بخش بیرانوند تغییر کرد. دلیل این تغییر نام، درخواست‌های مکرر بومیان منطقه که اکثراً از طایفه بیرانوند هستند  و تلاش های رضا رحیمی‌نسب  نماینده  دوره هشتم مجلس شورای اسلامی بوده‌است. طبق تحقیقات و پیگیری‌های یک خبرنگار، در آن مصوبه هیئت دولت یک غلط املایی باعث شد بسیاری از مردم نام جدید بخش چقلوندی را «بیراوند» بدانند. در صورتی که نام صحیح جدید این بخش «بیرانوند» است و ترکیب «بیراوند» از نظر زبان شناسان صحیح نمی‌باشد و هیئت وزیران نام بیرانوند را به تصویب رسانده‌است.